# 仁淀川橋 (高知県道39号)
仁淀川橋（によどがわばし）は、高知県吾川郡いの町の仁淀川に架かる、高知県道39号土佐伊野線の橋である。現在の橋は恒久的な橋としては2代目で、1930年（昭和5年）に架設された。

## 歴史
丸亀から高知・須崎を経て松山へと至る四国新道は大久保諶之丞らにより1894年（明治27年）に整備されたが、明治中期までは仁淀川の対岸同士の往来は渡し船で行われた。当時は架橋技術が発展途上であったことから本格的な橋梁はしばらく建設されなかった。1893年（明治26年）6月3日の伊野村議会議事録によると、村長は舟橋の設置を議会に諮り、満場一致で承認を得て渡船業者と契約を結ぶ。業者が年間18円の船つなぎ料を村に収め、通行料を徴収するものであったが、この契約は履行されず渡船が運行されていたようである。
この渡し船は1895年（明治28年）頃の土陽新聞によると大変に不評で、「2艘のはずが1艘は修繕中で、もう1艘も船が古く舷から水が漏り、船中も河中もザブザブ、乗客の足は濡れ放題」「堂々たる公道で、高知県の赤恥を遍路にまで知られ触れ回られる」と散々な言われようであった。1901年（明治34年）7月にも同紙に酷評記事が書かれ、恒久的な橋の建設が待ち望まれていた。
後述するように恒久橋は1913年（または1915年）に架設されるが、それまでの間、舟橋や仮橋が架設されている。まず舟橋は1904年（明治37年）5月に架設されている。これは同年2月に始まった日露戦争により、高知朝倉連隊が満州に出征する際に仁淀川を渡るための架設であった。
また同年7月には仮橋が架設されている。これは軍や官庁からの話をうけた上田熊吾氏によって架設されたものであった。この仮橋は丸太の橋脚を水中に打ち込み、その上に厚板を敷いたもので、平水時の水面から mほどの高さに敷いたものであったことから、洪水のたびに敷板が流されていた。なお、この仮橋の場所は仁淀川橋の上流70 mほどの地点で、通行料は大人1銭だったようである。
伊野町は土佐和紙の産地として知られ、1908年（明治41年）には左岸の伊野停留場から高知港へ製品を運ぶ土佐電気鉄道の路面電車が開通した。
本格的な橋梁の架設が始まったのは明治末で、1911年（明治44年）に鉄とコンクリートの橋脚、木製のトラスからなる初代仁淀川橋が着工された。架設場所は、2代目の橋より70 mほど上流側であった。42カ月の工期に総工費81,000円、人夫26,400人をもって完成を図る計画であったが、同年8月15日に、仁淀川が2丈1尺増水するという水害があり、工事は水が引いた後に開始された。1912年には工事は本格的に進捗したが、東岸の橋のたもとの住民は地盤の嵩上げの経費に追われ、県に1,000円の補助金を申請した。仁淀川における初の長大橋であるが、完成時期は、資料により1913年（大正2年）と、1915年（大正4年）の2通りの記述がみられる。1920年（大正9年）には、初代仁淀川橋は県道松山高知線に編入された。

## 現橋

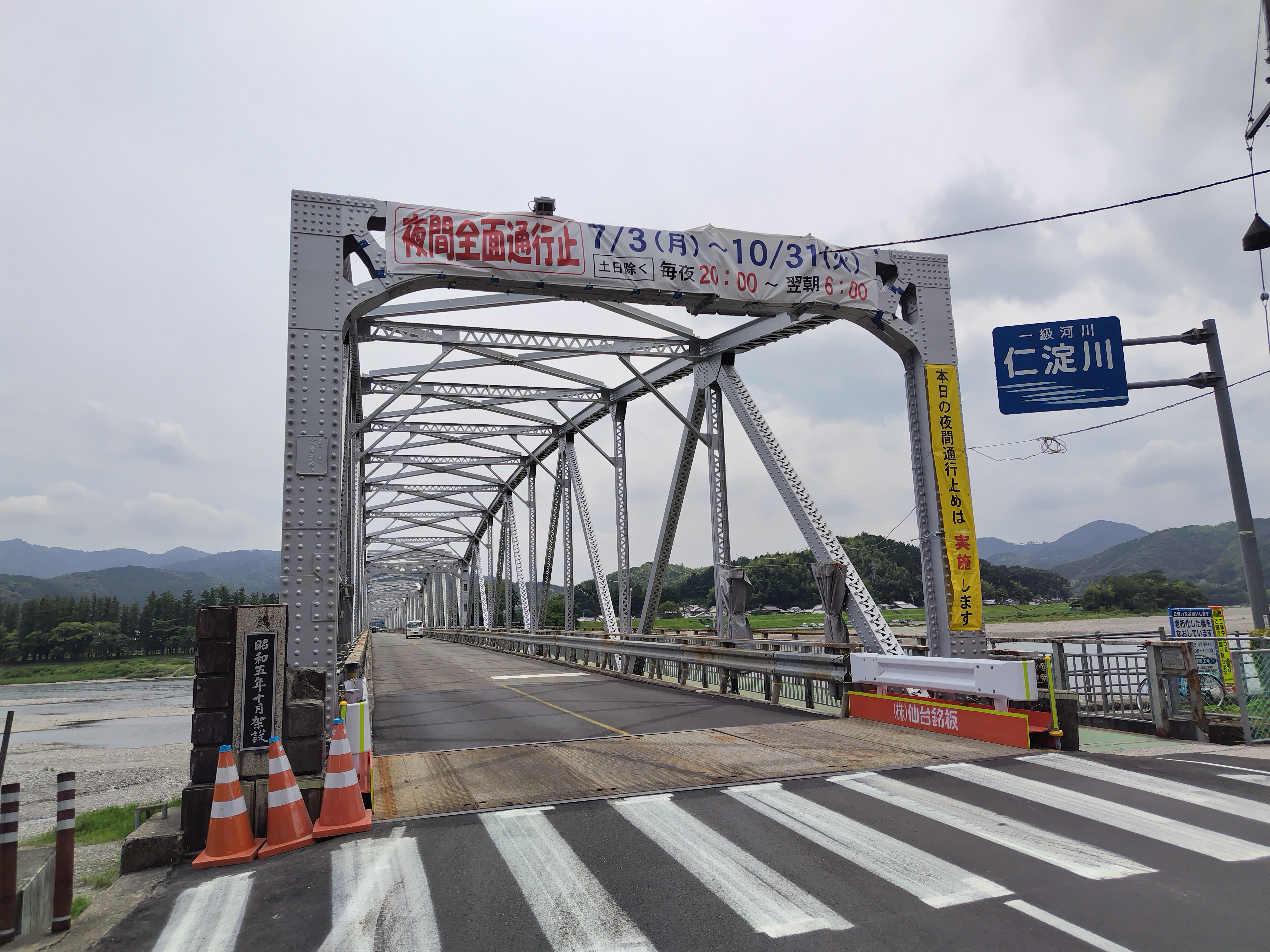
左岸側より。2023年7月。補修工事が行われている。

現在の橋は、着工時期は不詳であるが1930年（昭和5年）10月に架け替えが完成した旨の記録が残る。当時西日本随一の大規模な架橋工事となった架け替え事業は播磨造船所が受注し、兵庫県から貨物船で輸送された鋼材は須崎港から鉄道と馬車で現地に運ばれた。各径間52.425 mのワーレントラスが7連、全長373.69 m。車道幅員は5.486 mで、往復各1車線。1968年（昭和43年）4月には上流側に歩道が併設された。トラスは銀色に塗装され、地元では「銀橋（ぎんばし）」の愛称でも呼ばれる。交通量の増加から新たな橋の建設が要望され、2012年（平成24年）12月に高知西バイパスの「いの大橋」が開通し、2025年（令和7年）4月1日に国土交通省から高知県に移管され、高知県道39号土佐伊野線に変更となる。
本橋付近では、仁淀川は北西から南東に流れる。高知市方面からとさでん交通伊野線やJR四国土讃線に沿って西進した国道33号は、仁淀川左岸に突き当たると川沿いに上流方面に向きを変える。800 mほど進むと仁淀川橋東詰の交差点に差し掛かる。国道33号はこの交差点を右折し、仁淀川橋を渡って吾川郡いの町波川地区、高岡郡佐川町を経て松山市方面へと通じる。同交差点を直進した先は国道194号となり、仁淀川とその支流の上八川川に沿ったのち四国山地を越え、愛媛県西条市へと至る。仁淀川橋は1945年（昭和20年）に23号国道、1952年（昭和27年）12月に一級国道33号に指定された。
下流側にはJR四国土讃線仁淀川橋梁、さらにその下流には国道33号高知西バイパスの「いの大橋」が架かる。国道33号仁淀川橋から5 kmほど下流の高知自動車道の橋梁名は、本橋と同じく仁淀川橋である。上流側は、9 kmほど離れた名越屋沈下橋が最寄りとなる。

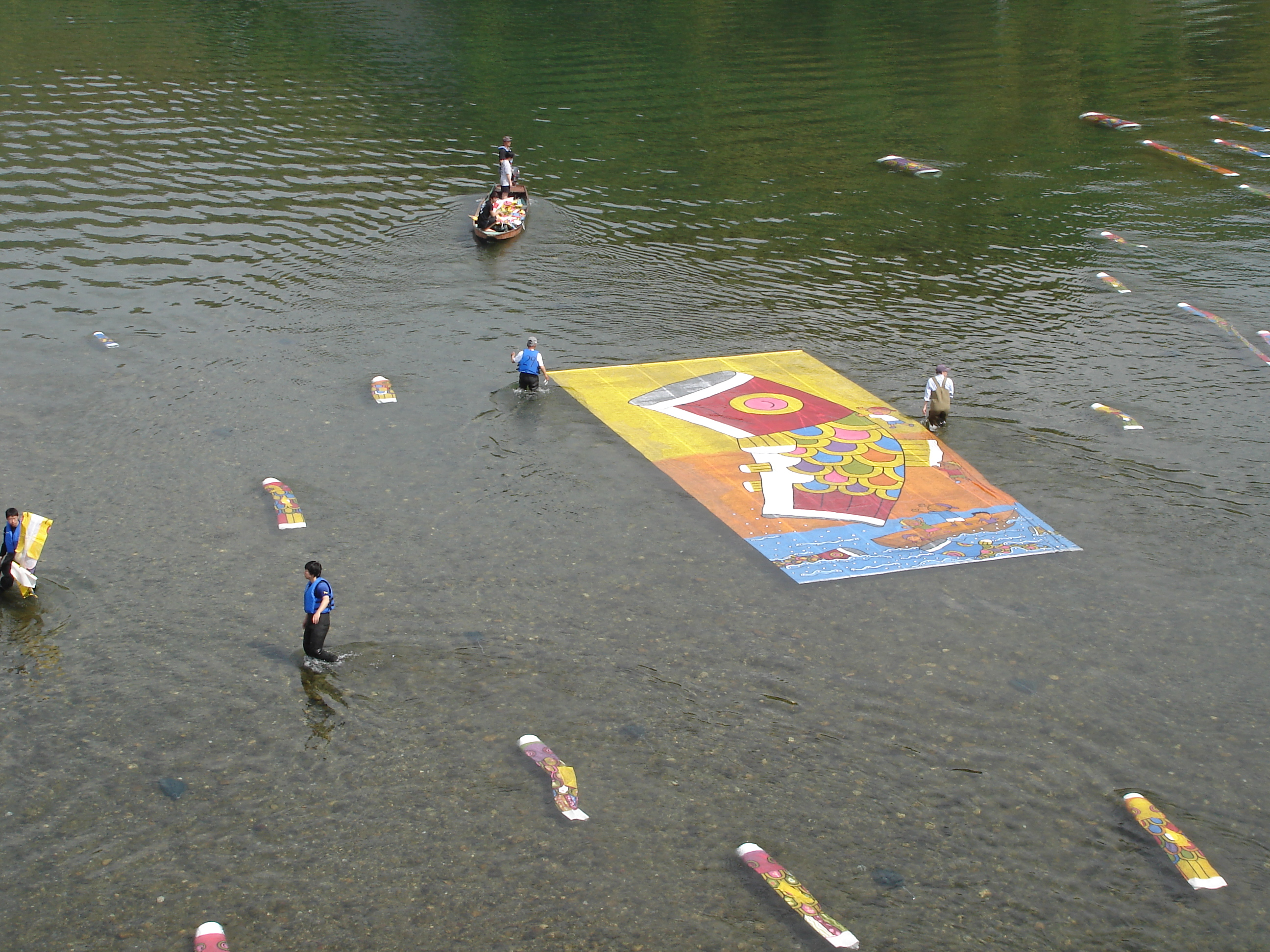
「紙のこいのぼり」の様子。2009年。

仁淀川橋周辺の河原は川遊びやバーベキューなどが楽しめる波川公園で、付近の情景は2021年（令和3年）公開のアニメーション映画『竜とそばかすの姫』の舞台にも描かれた。橋の西詰には地元食材を使った料理の提供やアウトドアグッズの貸出を行う「水辺の駅 仁淀川にこにこ館」がある。1995年からは例年5月のゴールデンウィーク期間に、特産の土佐和紙と、仁淀ブルーとも称される清流をPRするため、地元製紙会社の不織布で作られたこいのぼりを川に泳がせる「仁淀川紙のこいのぼり」の催しが行われる。